# Santa Catarina Río Delgado
Santa Catarina Río Delgado es una localidad perteneciente al municipio de San Pedro y San Pablo Teposcolula. Este lugar está situado en el estado de Oaxaca, México, sus coordenadas geográficas son 17° 28' 0" Norte, 97° 32' 0" hacia el oeste.
Es mencionado ya como "Santa Catarina Rio-delgado" en el decreto del 19 de marzo de 1858, el primero aprobado por el congreso constituyente del Estado de Oaxaca, por el que se establece la División permanente política y judicial del territorio y Estado de Oaxaca.
Tiene 62 habitantes, 26 hombres y 36 mujeres, que habitan 19 viviendas. Santa Catarina Río Delgado está a 2200 metros de altitud. La población es católica y venera a Santa Catarina mártir, cuya fiesta celebra el 25 de noviembre. El poblado cuenta con energía eléctrica, red de agua potable, una agencia de policía y una cancha de básquet pero no cuenta con instituciones educativas ni telefonía, y la mayor parte de sus calles son de tierra, no así los caminos de acceso, mayormente pavimentados.
Las principales actividades económicas en el municipio son la agricultura (maíz, calabaza, fríjol, trigo y alpiste) y en menor medida la ganadera (vacunos, porcinos, asnos y aves de corral). Cuenta con afloramientos de roca caliza potencialmente explotables.